# Ansei

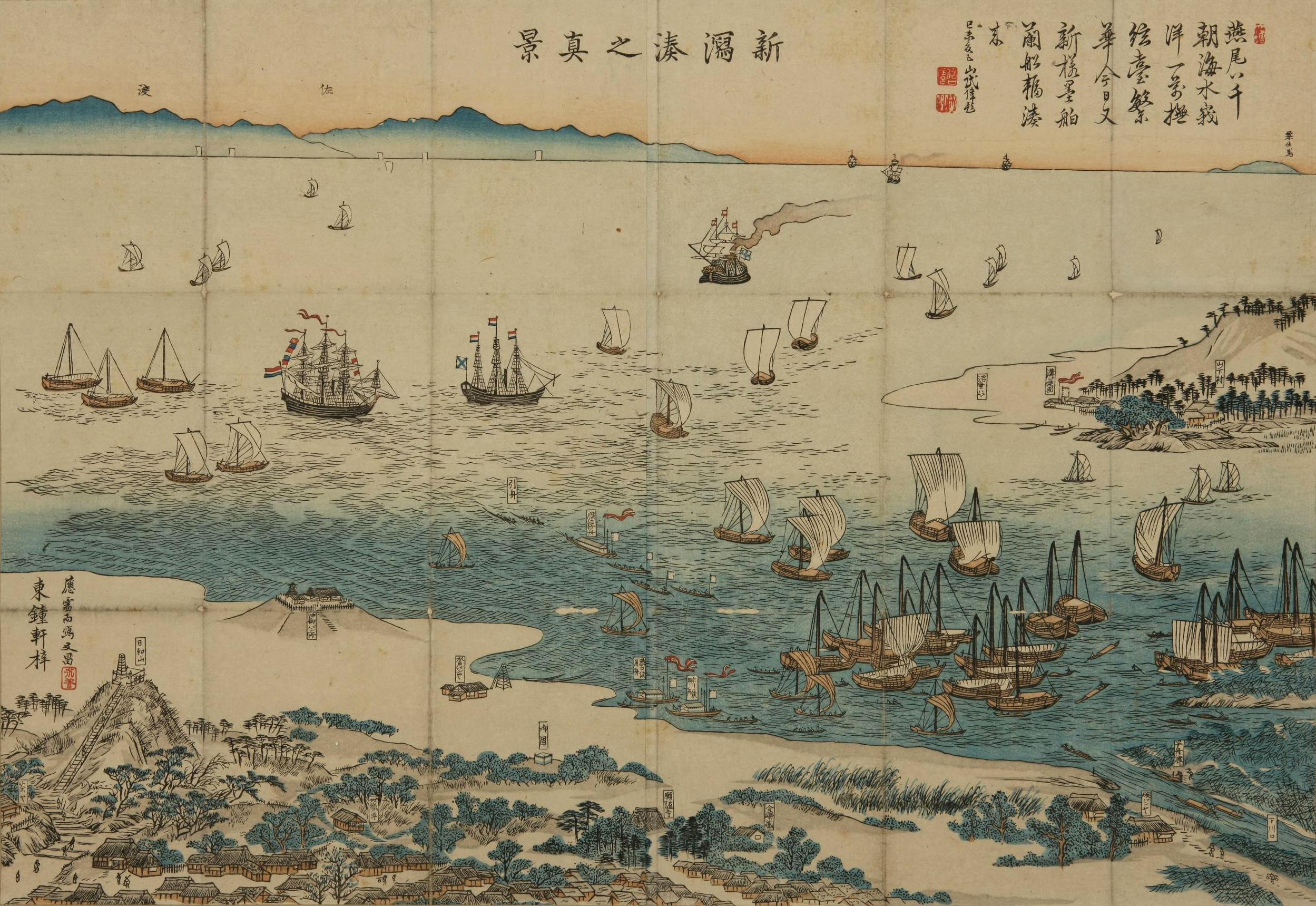
Přístav Niigata v éře Ansei

Ansei, také éra Ansei (japonsky 安政; v překladu Éra klidné vlády nebo Éra míru), je název historického období Japonska (年号, nengó), které následovalo po období Kaei a před obdobím Man’en. 
Období Ansei se datuje od 7. listopadu roku 1854 do 23. března roku 1860. V Japonsku tehdy vládl císař Kómei.

## Etymologie
Název je odvozen z fráze „Vládni masám mírumilovně a pak království zůstane v míru“ (庶民安政、然後君子安位矣, Šu-min an-čeng, žan-chou ťün-c’ an wej i) z díla Čchün-šu č’-jao.

## Periodizace

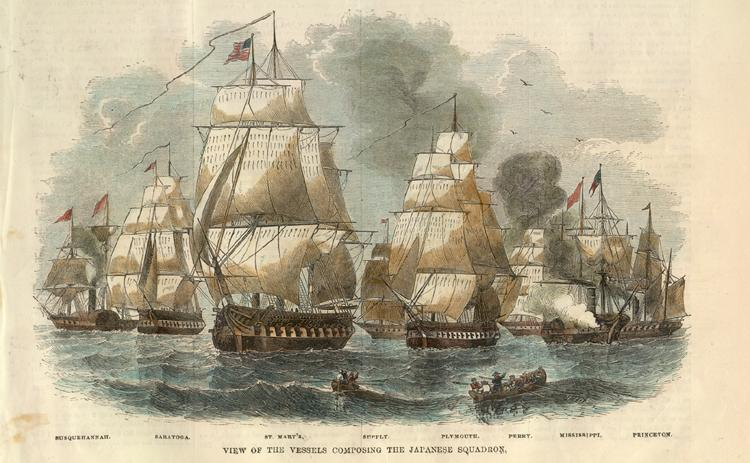
Lodě komodora Perryho při druhém připlutí do Japonska roku 1854

Začátek a konec období tohoto japonského kalendáře stanovuje japonský císař. Je určováno zásadními historickými, politickými, ekonomickými i přírodními událostmi země. Pořadí událostí se čísluje od jedničky. 
Začátek Ansei byl stanoven kvůli katastrofám, způsobeným požárem v císařském paláci, zemětřesením a po připlutí „černých lodí“ amerického válečníka a misionáře Matthewa Perryho, který Japonsko přinutil k otevření přístavů cizím lodím. 
Období bylo nazváno „Éra klidné vlády/mír“ v očekávání, že se situace zlepší. Nezlepšila se.

### Události

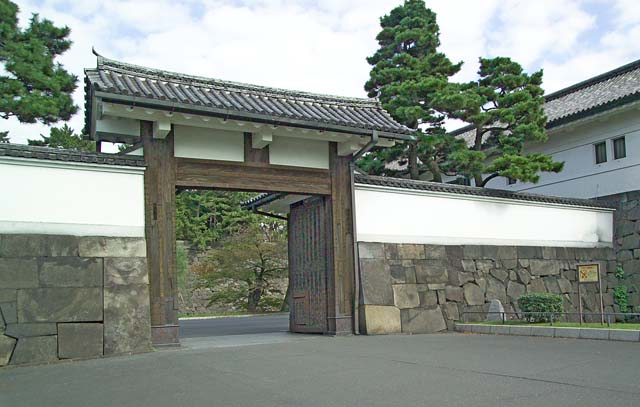
Brána Sakurada, u které byl zavražděn Ii Naosuke

- Ansei 1, 23. prosince 1854: zemětřesení o síle 8,4 Richterovy stupnice bylo následováno vlnou tsunami.
- Ansei 1, 24. prosince 1854: zemětřesení.
- Ansei 2: rekonstrukce císařského paláce po ničivém zemětřesení z éry Kaei 7 byla dokončena za 9 měsíců.
- Ansei 2: císař se přestěhoval do zrekonstruovaného paláce, předtím žil u šóguna a poté v Kacura-no-mija. Lidé měli dovoleno prohlédnouut si palác a obdivovat velký pokrok impéria.
- Ansei 2, 11. listopadu 1855: zemětřesení o síle 6,9 Richterovy stupnice a následné požáry v oblasti Edo (Tokio); zemřelo přes 10 000 lidí.
- Ansei 4, 15. listopadu 1857: byla otevřena Lékařská škola v Nagasaki a nizozemský lékař Pompe van Meerdevoort v ní přednesl první oficiální veřejnou přednášku o lékařských a chirurgických vědách, první přednášku tohoto oboru v Japonsku.[1]
- Ansei 5: zemětřesení v Heicu zabilo stovky lidí. Založena univerzita v Keio, nejstarší vysoká škola v Japonsku.
- Ansei 5, 29. července 1858: podepsání smlouvy o míru, přátelství a obchodu mezi Japonskem a Spojenými státy americkými.
- Ansei 5: začátek čistky v éře Ansei, správce provincie daimjó Ii Naosuke dal uvěznit šóguna Tokugawu.
- Ansei 5–7, 1858-1860: epidemie cholery si vyžádala 100 000 až 200 000 obětí.
- Ansei 7, 3. března 1860: nepokoje před vchodem do hradu Edo u brány Sakurady, následoval požár na hradě.
- Man’en 1, 24. března 1860: Ii Naosuke byl zavražděn nedaleko hradu u brány Sakurada a od tohoto data se počítala nová éra.[2]